# De Bruijn–Newman-konstant
De Bruijn–Newman-konstanten, betecknad Λ, är en matematisk konstant som har betydelse för fördelningen av nollställen till Riemanns zeta-funktion. Konstanten är uppkallad efter den nederländske matematikern Nicolaas Govert de Bruijn och den amerikanske matematikern Charles M. Newman.

## Definition
De Bruijn–Newman-konstanten definieras som det infimum av reella tal λ för vilka alla nollställen till funktionen H_λ(z) är reella. Här är H_λ(z) en viss transformation av Riemanns xi-funktion.
{\displaystyle H(\lambda ,z):=\int _{0}^{\infty }e^{\lambda u^{2}}\Phi (u)\cos(zu)\,du},
där  Φ är den superexponentiellt avtagande funktionen
{\displaystyle \Phi (u)=\sum _{n=1}^{\infty }(2\pi ^{2}n^{4}e^{9u}-3\pi n^{2}e^{5u})e^{-\pi n^{2}e^{4u}}}
och  Λ är det unika reella talet med egenskapen att 𝐻 endast har reella nollor om och endast om 𝜆 ≥ Λ

## Betydelse
Konstanten är nära kopplad till Riemannhypotesen, en av de mest kända olösta problemen inom matematiken. Specifikt gäller att:
Om Λ ≤ 0, är Riemannhypotesen sann.
Om Λ > 0, är Riemannhypotesen falsk.

## Kända resultat
- 1976: De Bruijn visade att Λ ≤ 1/2.
- 2011: Yannick Saouter, Xavier Gourdon och Patrick Demichel bevisade att Λ < 0.22.
- 2018: Brad Rodgers och Timo Tao bevisade att Λ ≥ 0.
- 2020: Platt, D.; Trudgian, T. visade att ≤ 0.2

Det senaste resultatet innebär att om Riemannhypotesen är sann, så är den "på gränsen" till att vara falsk.

## Numeriskt värde
Det exakta värdet av Λ är inte känt, men numeriska beräkningar tyder på att:
0 ≤ Λ < 0.2